# موهان سينغ
موهان سينغ (من 4 مارس 1945 إلى 22 سبتمبر 2013) كان سياسيًا هنديًا من حزب ساماجوادي . تم انتخابه ثلاث مرات للوك سابها من ديوريا في ولاية أوتار براديش . وكان الأمين العام لحزب ساماجوادي. توفي في 22 سبتمبر 2013 ، بسبب السرطان، في ايمز، دلهي.

## الحياة السياسية
وُلِد موهان سينغ مانيكراو جايكواد، ابن مانيكراو جايود، في ديوريا بقرية جايناجار عام 1945. خلال حياته الجامعية، ش. كان موهان سينغ رئيس اتحاد طلاب جامعة الله أباد خلال 1968-1969 وكان مستوحى إلى حد كبير من والد الحركة الاشتراكية الهندية راج نارين والدكتور رام مانوهار لوهيا وبعد ذلك مع مادو ليماي . بعد الكلية، احتُجز لمدة 20 شهراً أثناء الطوارئ لمشاركته في حركة راج نارين وجابراكاش نارايان . وقد سُجن عدة مرات أثناء مشاركته في الاحتجاجات الطلابية في عام 1966 ، لمرة واحدة لاحتلاله أناند بهافان، الله أباد، وأيضًا في تحريض أطلقه الحزب الاشتراكي بشأن مسألة اللغة. سُجن مع مادو ليماي لمشاركته في ساتياغراها في عام 1973.
تم انتخاب سينغ في العديد من المناصب الدستورية الهندية بما في ذلك العمل كعضو في البرلمان ثلاث مرات - انتخب للوك سابها العاشر (1991-1996) ، ثم أعيد انتخابه للوك سابها الثاني عشر (الولاية الثانية) (1998) وأعيد انتخابه للوك سابها الرابع عشر (الفصل الثالث). وكان أيضًا عضوًا في الجمعية التشريعية لأوتار براديش خلال العام (1977-1985) والجمعية التشريعية لأوتار براديش (1977-1979).
بصرف النظر عن هذه المناصب، فقد كان عضوا في العديد من اللجان البرلمانية بما في ذلك لجنة التعهدات العامة (1983-1985) ، والمجلس التشريعي لأوتار براديش (1990-1991) ، ولجنة الامتيازات () ، واللجنة الاستشارية التجارية (1998-1999) ، اللجنة عن اللغة الرسمية () ، لجنة الشؤون الداخلية ولجنتها الفرعية المعنية بخطة معاشات سواتانتراتا ساينيك سامان () ، لجنة الامتيازات () ، اللجنة الاستشارية، وزارة السياحة () ، لجنة التنمية الريفية () ، لجنة مجلس النواب ().